# Fix You
Singles de Coldplay
Speed of Sound
(2005) Talk
(2005)
Pistes de X&Y
White Shadows Talk
Fix You est un single du groupe Coldplay. Il est extrait de leur troisième album, X&Y.

## Clip
Le clip de la chanson présente Chris Martin arpentant de sombres rues londoniennes, pour finir par rejoindre en courant le groupe sur la scène d'un stade (qui en réalité se trouve être le Reebok Stadium de Bolton). Lors du passage de Chris sur le pont, le slogan de Make Trade Fair est projeté sur le Royal National Theatre, avec des couleurs rappelant celles de la pochette de l'album X&Y.

## Sens
Chris Martin précise lors d'une des représentations live de Fix You que « c'est une chanson d'amour » (« This is a love song »). À la lecture des paroles de cette chanson, on observe en effet que cette chanson a une forte connotation d'amour : par exemple, la ligne « When you love someone but it goes to waste » (« Quand tu aimes quelqu'un, mais que ça ne marche pas… »). La chanson a été écrite par Chris Martin pour sa femme Gwyneth Paltrow, lorsque celle-ci perdit son père. 
Cette chanson, toujours d'après Chris Martin, cette fois lors du live "at the BBC" en 2008, est un grand single de Coldplay. Elle est souvent jouée lors de leurs lives.

## Utilisation
La chanson est disponible en téléchargement dans le jeu vidéo Singstar sur PlayStation 3.
Elle est utilisée dans la cérémonie d'avant-matchs des Canadiens de Montréal et on peut l'entendre dans le dernier épisode de la série espagnole La casa de papel.

## Reprises
La chanson est reprise par la violoniste Linzi Stoppard sur l'album sorti au nom du groupe Fuse en 2010.
En 2011, la série Glee reprend le titre dans l'épisode 3 de la saison 3. La chanson est interprétée par Matthew Morrison.
En février 2021, la chanson est reprise par le groupe sud-coréen BTS , lors d'un live dans l'émission MTV Unplugged .
Le 12 octobre 2021, le groupe est accompagné par Ed Sheeran lors de leur concert au London's Shepherd's Bush Empire.